# Ali Bennour
Ali Bennour (arabe : علي بنور), né en 1953 à Bekalta, est un acteur et homme politique tunisien. Il est connu pour son rôle de Taïeb dans la série télévisée Choufli Hal.

## Biographie
Le 26 octobre 2014, il est élu à l'Assemblée des représentants du peuple sous les couleurs du parti Afek Tounes dans la circonscription de Monastir ; Bennour a été le seul acteur alors jamais représenté au sein de cette assemblée.
Il est un membre fondateur de Tahya Tounes.

## Filmographie

### Cinéma
- 2011 :
  - Or noir de Jean-Jacques Annaud
  - Histoires tunisiennes de Nada Mezni Hafaiedh : Raouf
- 2012 : Bab El Falla[3] de Moslah Kraïem
- 2022 : L'Île du pardon de Ridha Béhi

### Télévision
- 1997 : El Hammema Wal Saqi de Noureddine Chouchane
- 2001 : Dhafayer de Habib Mselmani
- 2002 : Gamret Sidi Mahrous de Slaheddine Essid : Salem Mardoum
- 2003 :
  - Chez Azaïez de Slaheddine Essid (invité d'honneur) : Hédi
  - Douroub El Mouwajha d'Abdelkader Jerbi : Ali Bennour
- 2004 : Hssabet w Aqabet de Habib Mselmani et Ali Louati
- 2005 : Aoudat Al Minyar de Habib Mselmani et Ali Louati
- 2006 : Hayet Wa Amani de Mohamed Ghodhbane, Hssan Ghodhbane et Jamel Eddine Khelif : Hechmi Abdelwareth (homme d'affaires)
- 2007 : Kamanjet Sallema de Hamadi Arafa et Ali Louati : Hamda
- 2007-2009 : Choufli Hal de Slaheddine Essid et Abdelkader Jerbi : Taïeb
- 2008 : Bin Ethneya de Habib Mselmani, Jihed Cherni, Younes Ferhi et Mehrez Ezzine : Hsan
- 2009 : Njoum Ellil (saison 1) de Madih Belaïd et Mahdi Nasra : Si Ahmed
- 2010 : Min Ayyem Maliha d'Abdelkader Jerbi : Abdelbary
- 2012 :
  - Napoleon wal Mahroussa de Chaouki Méjri : invité d'honneur
  - Dar Louzir de Slaheddine Essid, Younes Ferhi et Samia Amami (invité d'honneur) : Ben Hafsia
  - Pour les beaux yeux de Catherine de Hamadi Arafa et Rafika Boujday : Slim Belgeith
- 2013 : Zawja El Khamsa de Habib Mselmani et Jamel Eddine Khelif : Ferid Abdelmajed
- 2014 : Maktoub de Sami Fehri
- 2014-2015 : Naouret El Hawa de Madih Belaïd : Hammouda Ben Salem
- 2015-2016 :
  - Nsibti Laaziza de Slaheddine Essid et Younes Ferhi (invité d'honneur des épisodes 5, 6, 8, 10, 15 et 17 de la saison 6) : Khamis Boulamaa
  - Awled Moufida de Sami Fehri, Sadok Halwas et Saoussen Jemni : Hédi
- 2015 :
  - Histoires tunisiennes de Nada Mezni Hafaiedh
  - Anna e Yusuf de Cinzia TH Torrini
- 2016 : Bolice 2.0 de Majdi Smiri et Jamil Najjar : ministre de l'Intérieur
- 2016-2017 : Flashback de Mourad Ben Cheikh : Si Khalifa Mahwachi

### Vidéos
- 2015 : spot promotionnel pour l'association Tunespoir, réalisé par Madih Belaïd[4]